# フィーバービューティフル
『フィーバービューティフル』は、1994年4月にSANKYOが発売した、夢夢ちゃんが大人になった姿を見せてくれるパチンコ機のシリーズ名。
『フィーバービューティフルⅡ』の1機種がある。

## 概要
液晶型のデジパチ。『フィーバーパワフル』でお馴染みの9分割された表示に8ライン方式ではなく、横と斜めの5ライン方式に変更された。
本機は連荘機能が無いノーマル機となっている。
図柄は全部で12種類あり、合計60通りの大当たりパターンが存在する。中デジタルは12種全ての図柄が表示されているが、左右デジタルの7とJAC、ベルとBAR、スターとチェリーの6種類は、それぞれ2個ずつが1組となって表示されるのが特徴である。
図柄が全部で12種類ある機種としては本機以外に『フィーバーゼウス』（1999年3月）がある。
リーチ演出もフィーバーパワフルから成長し、フォースリーチや2段階アクションなど派手になった。
大当たり判定のシステムは、2段階方式が採用されている。それぞれ第一判定の合格率は1/20、第二判定の合格率は1/10で、合算したものが大当たり確率の1/200となる。同時期に発売された『フィーバールーセントD』は、オーソドックスな0 - 200の範囲を持つカウンターから始動チャッカーに入った瞬間の値が取り出される、一発判定型を使用している。
『フィーバーパワフル』同様に始動チャッカー上に、玉を誘導するようなミゾ付きの小さなステージがあるが、見た目ほど入賞せず、メインは風車から始動チャッカーに連なる釘にバウンドし入賞するパターンであった。『フィーバーパワフル』のゲージをほとんどそのまま受け継ぎ登場したのが本機である。
大当たり後に開放されるアタッカーは『フィーバークィーンⅡ』と類似していた。
アタッカー上の基本ゲージ構成は少々違うが、アタッカー構造自体はクィーンⅡそのもの。—『パチンコ必勝ガイド 1994年6・19月号』p21

## スペック
- フィーバービューティフルⅡ
  - 賞球数 7&15
  - 大当たり最高継続 16R
  - 大当たり確率 1/200

## 図柄
- 7
- JAC
- ベル
- BAR
- スイカ
- ブドウ
- レモン
- メロン
- スター
- チェリー
- リンゴ
- イチゴ

## 演出
図柄停止時にリーチのお知らせ機能がある。
左右デジタルに1つの図柄で中デジタルの2つの図柄を同時に示す「合体図柄」が3つある。図柄の配列上7（7&JAC）と、ベル（ベル&BAR）はダブルリーチもあり、1ラインでもダブルリーチになる図柄が2ラインでリーチになり4重リーチとなるフォースリーチがある。このフォースリーチは史上初の搭載であった。
リーチアクションも多彩で、通常のノーマルリーチ以外に、一度加速して大当たり図柄の前後でのみスロー移行を行うスーパーリーチがある。更には一度大当たり図柄が手前で止まってそこからスベリのコマ送りや、大当たり図柄通過後の逆回転、図柄停止後ハズレからの再始動パターンの2段階アクションがある。
加速や失速のリーチ演出がある機種として、本機以外に『フィーバーバニーガールズ』（1994年11月）がある。
シングルリーチよりもダブルリーチが、ダブルリーチよりもフォースリーチの方が、スーパーリーチに発展しやすい。
通常時はSD夢夢ちゃん、大当たり後はパワフル夢夢ちゃんに変身し、9ラウンド目からはグレート夢夢ちゃんに変身する。
通常時のデモ画面中はあの見なれた夢夢ちゃんだが、大当たりとともにハイティーンに変身。更に9ラウンド目からは大人の夢夢ちゃんに変身してしまうのだ。しかもいろいろな声で語りかけ、大当たり終了後にはサービスショットまで見せてくれる。—『パチンコ必勝ガイド 1994年6・6月号』p21

## サウンドトラック
- 『パチンコ・ミュージック・フロム SANKYO FEVER WARS』 キングレコード、1998年8月21日。KICA-1217。
  - BGMが収録されている。